# City of Tea Tree Gully
City of Tea Tree Gully is een Local Government Area (LGA) in de Australische deelstaat Zuid-Australië.